# 鄺贊 (香港)
鄺贊（英語：Kwong Tzan, Kwong Tsan，1892年9月12日—1958年5月10日)，原名鄺迺志，早籍廣東台山縣。
在上海時期，鄺贊的攝影學、無線電使用技術、有聲電影的電影錄音技術硏究均有顯著的發展和成果。
三十年代在香港創業，鄺贊於1939年獨資創辦國家電影製片廠 (國家片場) Kwokar Film Studio,和戰後的「自由片場」(Ziyou Studio)，他擔任電影製片、監製、策劃、錄音、本土製造電影技術等工作。在香港，他從事電影工作方面更是不遺餘力。

## 生平
鄺贊原籍廣東台山縣人。父親鄺光儀為一名秀才，家族在中山市石岐縣曾經營一間油炸廠，廠名「廣吉豐油炸」。
鄺贊早年在上海求學及工作，早年在上海先施公司的攝影用品部門當主管並著作了《實用攝影學》上冊，由上海先施公司於1921年出版。

### 上海時期

#### 攝影學
鄺贊著作有《實用攝影學》(上册)一書，上海先施分公司於1921 年 1 月出版，在1922 年 6 月再版。

#### 無線電學
1927 年 3 月19 日中國第一座「玻璃電台」面世。 這座由鄺贊建造之「無線電話台」於1927年3月19日在上海新新百貨公司六樓正式啟播，成為第一座由中國人民間自家設計的播音電台 。 上海人稱這為「玻璃電台」，特色就因為這個電台透明開放，成為上海一個重要文化象徵。

#### 有聲電影
1933年, 在上海成功試制電影錄音機稱為 「鄺贊通」  "Kwong Tzan Tone" sound on film system（有聲電影技術）。 （1933年）廣州「亞洲聲片公司」出品局部粵語聲片《鐵馬貞禽》,向鄺贊購置聲機「鄺贊通」後，並運抵廣州,『亞洲』中人有鑑於聲機之優良，故決將《鐵馬貞禽》速為收音成為局部有聲粵語對白；局部粵曲歌唱佳片。
1935年，曾為廣州藝聯影片公司的粵語有聲記錄片《軍校生活》收音，此影片於1935 年 9 月 22 日在廣州公映。  
1935-1937年期間，鄺贊為上海「聯華影業公司」做有聲電影的錄音師及顧問。電影包括《天倫》(1935)、《狼山喋血記》(1936)、《黛玉葬花》(1936)、《迷途的羔羊》(1936)、《浪淘沙》(1936)《春到人間》(1937)、《前台與後台》(1937)、《聯華交響曲: 春閨斷夢》(1937)、《聯華交響曲: 陌生人》(1937)、《聯華交響曲: 月夜小景》(1937)、《聯華交響曲: 瘋人狂想曲》(1937)、《聯華交響曲: 鬼》(1937)。

### 香港時期

#### 創辦及經營電影製片廠
1937 年，日侵華加劇，鄺贊連同家人，還有所研製成功的有聲電影錄音機離開上海到香港。
到香港後，鄺贊創辦了「國家電影製片廠」Kwokar Film Studio（即「國家片場」），又發明電影技術小作品如「鏡神經」 、「導演鈴」....等一系列方便電影拍攝的小裝置。
1939年，鄺贊在香港銅鑼灣利園山山頂創辦了「國家電影製片廠」Kwokar Film Studio（即「國家片場」）。
在1939-41年期間，鄺贊將「國家電影製片廠」遷移去九龍白鶴山山腳九龍城侯王廟傍側的農地重建，繼續經營他們有聲電影攝製平台,九龍城的首家電影製片廠,並拍攝製了二部關於抗戰影片,包括《地久天長》(香港,1940年)和《前程萬里》(香港,1941年)。
香港重光後，於1946年九龍城國家片場重建攝影棚後, 馬上接獲由何非光編導的《蘆花翻白燕子飛》(1946 年 12 月 14 日在香港公映), 鄺贊参予此片的電影錄音工作。
戰後，鄺贊在九龍城「國家片場」旁創建一間較大面積的片場 ，稱為「自由製片廠」Ziyou Studio(即自由片場)，繼續經營他們有聲電影電影製片廠。自始，這二間電影製片廠房，除了用作自資拍片外，設有代客 (獨立影業公司)攝製電影，更有租給獨立影業公司創業。

#### 電影監製
鄺贊的創業作是1939年上映的《夜送寒衣》 ,此片設有「鄺贊通」有聲電影技術, 在前利園遊樂場作為片場，再由上海邀請胡鵬到香港並為此片執導。 
鄺贊監製這部有聲電影《夜送寒衣》(04/17/1939首映)，這影片也是香港導演胡鵬的出道電影。

#### 拍攝電影技術
鄺贊自行鑽研及試製立體/3D電影技術，於1953 年共拍攝了二套粵語立體/3D電影包括《戰古城》和《淘金記》。
《戰古城》：觀眾須戴上紅綠眼鏡觀看，是香港製造的第一套立體電影，1953年5月22日在香港公映。
《淘金記》：觀眾須戴上偏光3D眼鏡觀看，租用偏光3D眼鏡需費HK$0.20, 買下來是HK$0.80，這影片的立體拍攝技術可媲美當時高清水準的美國立體影片，此3D電影於1953年6月19日在香港公映( 香港影片大全第四卷（1953-1959）: 編者的話)。
1957年，鄺贊又自行鑽製變形透鏡技術拍攝寬銀幕電影《木蘭從軍》（1957年5月25日在香港公映），這套影片以「偉大綜合體」寬銀幕電影鏡頭技術命名。

## 鄺贊片場遺址
現今九龍城賈炳達道公園的西北位置，是鄺贊創辦的「國家片場」及「自由片場」遺址，而公園內的一棵大榕樹正好是這二間片場的座標。這棵大榕樹更是《城市論壇》的背景。

## 電影出品
國家電影製片廠 (國家片場) 由鄺氏父子三人 (鄺贊、鄺寧、鄺光) 先後獨資創辦及經營了三十餘年。
除了獨資創辦及經營片場以外, 鄺贊曾先後獨資創辦成立「勝利影業公司」、「娛樂影業公司」及「成功電影公司」,自資及出品的電影,包括《夜送寒衣》(香港,1939年) 、《冤枉相思》(香港,1947年)、《款擺紅綾帶》(香港,1948年) 、《淘金記》(香港,1953年3D電影)及《木蘭從軍》(香港,1957年)。

## 電影作品

### 製片
- 《甘羅拜相》 (1949 年) 香港 : 善興影片公司出品

### 監製
- 《夜送寒衣》(1939年) 香港 : 勝利影業公司出品
- 《款擺紅綾帶》(1948年) 香港 : 娛樂影業公司出品
- 《淘金記》 (1953年3D電影) 香港 : 成功電影公司出品
- 《木蘭從軍》(1957年自家研製寬銀幕電影鏡頭) 香港 : 國家電影製片廠出品

### 策劃
- 《妙想天開》 (1948 年) 香港 : 偉大公司出品

### 電影錄音師
- 《軍校生活》(廣州,1935 年)
- 《天倫》(上海,1935 年)
- 《狼山喋血記》(上海,1936 年)
- 《黛玉葬花》(上海,1936 年)
- 《迷途的羔羊》(上海,1936 年)
- 《浪淘沙》(上海,1936 年)
- 《春到人間》(上海,1937 年)
- 《前台與後台》(上海,1937 年)
- 《聯華交響曲: 春閨斷夢》(上海,1937 年)
- 《聯華交響曲: 陌生人》(上海,937 年)
- 《聯華交響曲: 月夜小景》(上海,1937 年)
- 《聯華交響曲: 瘋人狂想曲》(上海,1937 年)
- 《聯華交響曲: 鬼》(上海,1937 年)
- 《地久天長》 (香港,1940 年)
- 《前程萬里》 (香港,1941 年)
- 《蘆花翻白燕子飛》 (香港,1946 年)
- 《卿本佳人》(香港,1947 年)
- 《呂洞賓三戲白牡丹》(香港,1949 年)
- 《哪咤梅山收七怪》 (香港,1949 年)
- 《花王之女》 (香港,1950 年)
- 《光棍姻緣》 (香港,1953 年)
- 《好女十八嫁》 (香港,1954 年)
- 《父女之間》 (香港,1955 年)

## 外部連結
中國攝家協會: 攝影技術圖書的出版(第一節) （页面存档备份，存于）
香港電影歷史: 國家片場-鄺贊（页面存档备份，存于）
重塑鄺贊創辦的國家片場九龍城遺址  Kwong Tsan's Kwokar Film Studio in 1950s（页面存档备份，存于）